# Ян Добрачинський

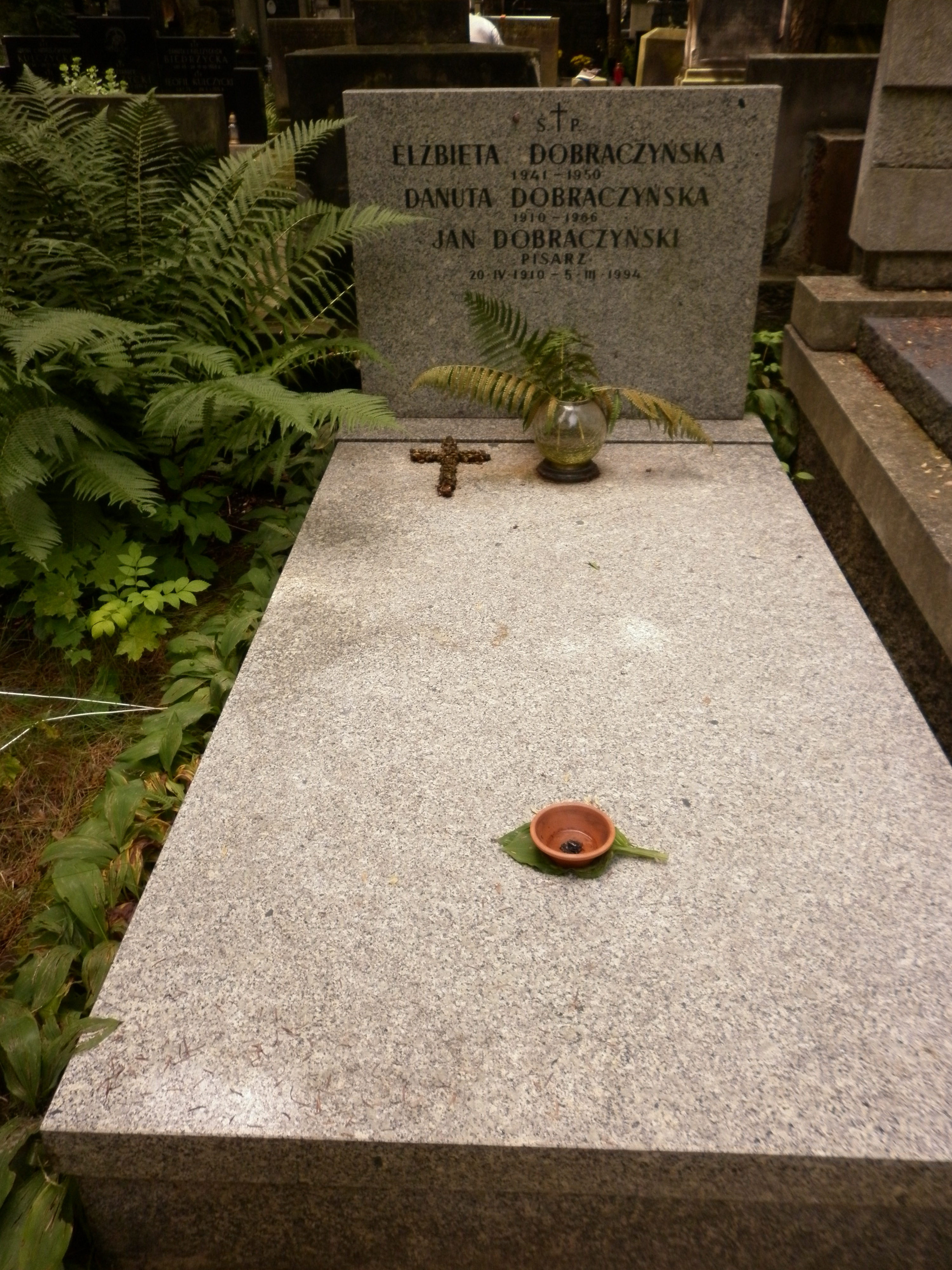
Поховання Яна Добрачинського на Повонзківському цвинтарі.

Ян Добрачинський (пол. Jan Dobraczyński; 20 квітня 1910, Варшава — 5 березня 1994, Варшава) — польський письменник, публіцист, журналіст, військовий діяч, бригадний генерал, посол сейму ПНР I і IX скликання, католицький діяч, який співпрацював із владою ПНР, член Польського комітету захисту миру в 1949 році. Як письменник і журналіст використовував псевдоніми «Еугеніуш Куровський» (пол. Eugeniusz Kurowski), «j.d.», «J.D.».

## Біографія
Ян Добрачинський народився у Варшаві в сім'ї урядника Людвіка Добрачинського і Валерії (з роду Маркевичів). Навчався у варшавських гімназії імені святого Станіслава Костки, гімназії імені Йоахіма Лелевеля і гімназії імені Адама Міцкевича, в якій у 1928 році здав матуру. Після здобуття свідоцтва про середню освіту початково навчався на юридичному факультеті Варшавського університету, а пізніше у Вищій комерційній школі, яку закінчив у 1932 році. Під час навчання Добрачинський співпрацював із студентською християнською спілкою «Juventus Christiana» та її однойменним журналом, у якому він розпочав публікувати свої дописи в 1934 році, і продовжував співпрацю з цим журналом до 1936 року. Після закінчення навчання Ян Добрачинський нетривалий час працював у варшавському міському відділі соціального забезпечення, у 1935 році він перебрався до Любліна, де також працював службовцем у сфері соціального забезпечення. У цьому ж році Добрачинський одружився з Данутою Котович.
Під час перебування в Любліні Ян Добрачинський також читав лекції у Люблінському католицькому університеті. У цей час він також співпрацював із виданням університету — щомісячником «Prąd». Одночасно Добрачинський розпочинає співпрацю з Національною партією. Він також стає членом Спілки католицьких письменників. У цей час він регулярно друкується в католицькій і народовський пресі, зокрема в пов'язаному з Народно-радикальним табором ABC щотижневику «Prosto z Mostu», щотижневику «Myśl Narodowa», познанському виданні «Kultura». У 1938 році Добрачинський повертається до Варшави, де працює референтом у Товаристві польських купців.
Під час Вересневої кампанії 1939 року Ян Добрачинський проходив службу в 2 полку кінних стрільців. Під час німецької окупації він перебував у Варшаві, з 1941 року працював у відділі соціального забезпечення міської управи. З грудня 1939 року Добрачинський був засновником та співредактором (разом із Станіславом П'ясецьким) підпільного видання «Walka» (друкованого органу Народної військової організації та Національної партії, членом якої він був), а також додатку до цього видання «Żołnierz Wielkiej Polski». Під час окупації Добрачинський редагував також інші видання, зокрема «Sprawy Narodu» (в якому був редактором відділу культури), «Głos Ojczyzny» (видання для поляків, вивезених на примусові роботи до Німеччини). Також він співпрацював із виданнями «Prawda» і «Prawda Młodych». Під час німецької окупації Ян Добрачинський співпрацював із організацією «Жеґота», яка займалась порятунком євреїв від нацистів. Завдяки Добрачинському врятовано від 500 до 700 єврейських дітей. Як офіцер Народної військової організації та Армії Крайової Ян Добрачинський брав участь у Варшавському повстанні, спочатку як офіцер штабу повстанської групи «Північ» на Старому Місті, де керував бюро інформації та пропаганди Армії Крайової, після ліквідації групи «Північ» з 6 вересня 1944 року керував бюро інформації та пропаганди на Мокотові. Одночасно він був головним редактором видання бюро інформації та пропаганди АК «Komunikat informacyjny». За участь у повстанні Ян Добрачинський відзначений Срібним хрестом з мечами. Після капітуляції повстання Добрачинського спочатку ув'язнили до табору Берґен-Бельзен, а пізніше він перебував у таборах Гросс-Борн і Сандбостел.
У травні 1945 року після звільнення з табору військовополонених Ян Добрачинський повернувся до Польщі. У цьому ж році він став членом Спілки польських письменників. У 1945—1946 роках Добрачинський був редактором тижневика «Dziś i Jutro», із середовища якого вийшла більшість діячів католицького товариства «Pax», заснованого Болеславом П'ясецьким у 1947 році. У 1953—1956 роках Ян Добрачинський керував редакційною радою тижневика «Tygodnik Powszechny». У 1952—1956 роках Добрачинський був послом сейму ПНР I скликання від католицького товариства «Pax», членом якого він був у цей час. У 1949 році він був делегатом від Польського комітету захисту миру на Світовий конгрес захисників миру, який відбувся в Парижі.
З початком політичних змін у Польщі, які розпочались після 1956 року, Ян Добрачинський був одним із співвидавців журналів «Słowo Powszechne», «Kierunki», «Wrocławski Tygodnik Katolicki». У останньому з них він публікує цикл статей «З тижня на щодень» (пол. Z tygodnia na tydzień). Добрачинський також був членом низки громадських організацій: з 1958 року був членом польського ПЕН-клубу, у 1966—1970 роках входив до керівництва Спілки польських письменників, з 1968 року був головою ради польського товариства авторів ZAiKS, з 1980 року був віце-президентом Керівної ради Центрального Проводу Спілки борців за свободу і демократію. Ян Добрачинський був також членом Товариства Європейської культури — з 1977 року він був членом його виконавчої ради, а в 1981 році був віце-президентом його польського відділення.
Увесь час існування Польської Народної Республіки Ян Добрачинський підтримував соціалістичну владу Польщі. Одним із найважливіших елементів його суспільно-політичної діяльності в цей період була посада члена президії Фронту народної єдності, на якій він перебував з 1970 до 1983 року. У 1982 році Добрачинський обраний головою Тимчасової крайової ради Патріотичного руху народного відродження, яка була створена за ініціативою влади ПНР у зв'язку із введенням у Польщі воєнного стану, і в 1983—1989 роках був головою крайової ради цієї організації. У 1983 році Ян Добрачинський обраний до крайового проводу Товариства радянсько-польської дружби. У 1985—1989 роках він знову був послом сейму ПНР. У 1988 році Яну Добрачинському присвоєно звання бригадного генерала у відставці, погони особисто вручив у варшавському Бельведері голова Державної Ради ПНР генерал армії Войцех Ярузельський. З 1989 року політичною діяльністю не займався. Помер Ян Добрачинський у Варшаві 5 березня 1994 року, похований на Повонзківському цвинтарі.

## Літературна творчість
Ян Добрачинський був автором численних оповідань, літературних нарисів, романів та книжкових спогадів. Його творчість характеризується традиційною формою викладу, серед проблемних питань його творів переважно знаходяться теми метафізики і моралі, що переважно спираються на моральні принципи католицької церкви. Сюжет його творів характеризується або надмірною мелодраматичністю, або надмірним насиченням пригодницького сюжету, а також розмахом і надмірною винахідливістю у побудові творів. Твори Добрачинського часто негативно оцінювалися літературними критиками, у тому числі й католицькими. за надмірний схематизм і типовість у описі морального вибору героїв його творів.
Літературним дебютом Яна Добрачинського стала публікація есе «З розгадок Біблії» (пол. Z rozważań o Biblii) в тижневику «Iuventus Christiana» в 1934 році. У довоєнний час Добрачинський опублікував також літературознавчий твір «Бернанос — романіст» (пол. Bernanos – powieściopisarz), яка вийшла друком у Любліні в 1937 році, і «Палаюча лава» (пол. Lawa Gorejąca). У 1939 він видав літературознвче есе «Вивчення творчості Папіні» (пол. Studium o Papinim), яке вийшло друком у Познані. У 1938 році Добрачинський опублікував свій перший роман «Обітниця Оттона» (пол. Ottonowa obietnica), який отримав нагороду на конкурсі Інституту католицької акції. Щоправда, під час Другої світової війни рукопис роману був втрачений, і в 1946 році опубліковані лише фрагменти роману в журналі «Polska Zachodnia». Популярність Добрачинському принесли романи про часи окупації Польщі гітлерівськими військами, написані під час Другої світової війни та опубліковані в 1946—1947 роках, «У зруйнованому будинку» (пол. W rozwalonym domu) і «Загарбники» (пол. Najeźdźcy). У романі «У зруйнованому будинку» розповідається про релігійність та бої у столиці країни під час Варшавського повстання. У романі «Загарбники» описуються долі кількох німецьких офіцерів під час війни, також показана моральна перебудова одного з них під впливом католицизму, що ілюструє погляди Добрачинського про можливість духовного відродження німецького народу у післявоєнний час. Роман «Він не отримає знак» (пол. A znak nie będzie mu dany), опублікований у 1957 році, як і романи «Долоні на стіні» (пол. Dłonie na murze), опублікований у 1960 році, і «Загнаний» (пол. Doścignięty), опублікований у 1967 році, разом із проблемами, піднятими в попередніх романах, описуються нові проблеми та реалії повоєнної Німеччини.
Сюжет значної частини творів Яна Добрачинського спирається на біблійну тематику. Ці твори утворюють цикл романів, до якого входять «Обранці зірок» (пол. Wybrańcy gwiazd) про пророка Єремію, «Пустеля» (пол. Pustynia) про Мойсея, «Тінь Отця» (пол. Cień Ojca) про Святого Йосипа, «Святий меч» (пол. Święty miecz) про апостола Павла. Великою популярністю користувався також роман «Листи Никодима» (пол. Listy Nikodema), де описується діяльність самого Ісуса Христа зі слів ученого-фарисея, який поступово схиляється до прийняття християнства під впливом роздумів щодо змісту страждань людини за життя.
Тематика історії християнства є основою сюжету романів Добрачинського «Ключ мудрості» (пол. Klucz mądrości) і «Прийшов, щоб роз'єднати» (пол. Przyszedłem rozłączyć), у яких розповідається історія християнства в Європі та Азії на рубежі ХІІ і ХІІІ століть. У романах «Блакитні шоломи на греблі» (пол. Błękitne hełmy na tamie) і «Спалені мости» (пол. Spalone mosty) розповідається про долю церкви в сучасних для письменника часів у країнах, втягнутих у суспільні та політичні конфлікти. У романі «Вичерпати море» (пол. Wyczerpać morze) переважають фантастичні мотиви, оскільки в ньому описується ймовірна доля католицької церкви після ядерної війни та можливість її відродження після атомного конфлікту силами християн з Африки.
Кілька романів Ян Добрачинський присвятив історії Польщі. У романі «Костел у Хохолові» (пол. Kościół w Chochołowie) описується хохоловське повстання, у романі «П'ятий акт» описується біографія Ромуальда Траугутта, у романі «Брами Лейпціга» (пол. Bramy Lipska) описується доля Юзефа Понятовського. У 80-х роках ХХ століття Добрачинський написав роман «Опадаюче листя» (пол. Spadające liście), присвячену опису життя Романа Дмовського, проте цей роман виданий лише в 2010 році, до столітньої річниці з дня народження письменника, оскільки до цього публікація роману була неможливою з політичних мотивів. Ян Добрачинський також був автором низки реалістичних романів. повістей та оповідань, а також драматичного твору «Прядиво Іоанни» (пол. Przędziwo Joanny).
Серед інших творів Яна Добрачинського виділяються літературознавчі есе про Жоржа Бернаноса та Джованні Папіні, а також збірки есе про католицьку літературу — «Ґвалтівники» (пол. Gwałtownicy), «Книги, ідеї і людина» (пол. Książki, idee i człowiek), «Величність і святість» (пол. Wielkość i świętość). Історії католицької церкви письменник присвятив п'ятитомний цикл «Голос часу» (пол. Głos czasu), який друкувався з 1966 до 1974 року. Він також був одним із перекладачів польською мовою листів католицької святої Терези Лізьєської. Ще до другої світової війни Добрачинський переклав роман Франсуа Моріака «Пілігрими». Ян Добрачинський також був співавтором сценаріїв до фільмів «У тіні ненависті» (пол. W cieniu nienawiści), який вийшов на екран у 1985 році, та «Містечко» (пол. Miasteczko), який вийшов на екран у 1958 році, і які були зняті на основі оповідань письменника. Ян Добрачинський також був співавтором сценарію до фільму «Каріно» та телесеріалу «Каріно» (пол. Karino).
Твори Яна Добрачинського неодноразово перевидавались у вигляді збірок його творів. Твори письменника, зокрема «Листи Никодема», перекладені кількома мовами.

## Нагороди і відзнаки
За своє життя Ян Добрачинський отримав велику кількість нагород і відзнак. Серед них найважливішими є:
- 1944, Польща — Срібний Хрест Заслуги з мечами
- 1949, Польща — Премія імені Влодзімежа Петжака
- 1951, Польща — Золотий Хрест Заслуги[8]
- 1954, Польща — Премія імені Влодзімежа Петжака
- 1954, Польща — Офіцерський хрест Ордену Відродження Польщі[9]
- 1955, Польща — Офіцерський хрест Ордену Відродження Польщі[10]
- 1969, Польща — Командорський хрест Ордену Відродження Польщі
- 1970, Польща — Державна премія ІІ ступеня — за літературну діяльність
- 1970, Польща — Премія імені Влодзімежа Петжака
- 1972, ФРН — премія імені Р. Шнайдера — за літературну діяльність (Гамбург)
- 1977, Польща — Премія містра культури і мистецтв І ступеня — за літературну діяльність
- 1979, Польща — Премія Голови комітету з телебачення і радіомовлення І ступеня — за літературну діяльність
- 1980, Польща — Премія імені Влодзімежа Петжака
- 1980, Польща — Премія міста Варшави — за літературну діяльність
- 1980, Італія — Премія міста Прато — за літературну діяльність
- 1982, Польща — Орден «Прапор Праці» І ступеня
- 1984, Польща — Орден «Будівників Народної Польщі»
- 1985, Польща — Срібний хрест ордена «Virtuti Militari»
- 1985, Італія — Премія міста Сан-Ремо — за літературну діяльність
- 1985, НДР — Премія імені О. Нушке — за літературну діяльність
- 1986, Польща — Державна премія І ступеня за довготривалий доробок у літературній галузі
- 1986, Польща — Премія імені Б. Пясецького
- 1993, Ізраїль — Медаль Праведник народів світу — присвоєна меморіальним інститутом Яд Вашем у Єрусалимі за участь у порятунку євреїв під час Другої світової війни, отримана у Варшаві[11]

## Вибрана бібліографія

### Фантастичні романи
- Вичерпати море (пол. Wyczerpać morze, 1961)
- Світ згарищ (пол. Świat popiołów, 1986)

### Романи та збірки оповідань
- Обітниця Оттона (пол. Ottonowa obietnica, 1938) — рукопис втрачений
- У зруйнованому будинку (пол. W rozwalonym domu, 1946)
- Загарбники (пол. Najeźdźcy, 1947)
- Весільне вбрання (пол. Szata godowa, 1947)
- Краща частка (пол. Lepsza cząstka, 1949)
- Оповідання (пол. Opowiadania, 1955)
- Двадцята бригада (пол. Dwudziesta brygada, 1956)
- Найбільша любов (пол. Największa miłość, 1956)
- Він не отримає знак (пол. A znak nie będzie mu dany, 1957)
- Непереможна Армада (пол. Niezwyciężona Armada, 1960)
- Долоні на стіні (пол. Dłonie na murze, англ. Hands on the wall, 1960)
- Гра на вибування. (Спогади пол. Gra w wybijanego. Wspomnienia, 1962)
- Юдиф і кубики (пол. Judyta i klocki, 1963)
- Блакитні шоломи на греблі (пол. Błękitne hełmy na tamie, 1965)
- Загнаний (пол. Doścignięty, 1967)
- Спалені мости (пол. Spalone mosty, 1969)
- Такий білий, як кров червона (пол. Tak biały jak czerwona jest krew, 1972)
- Самсон і Даліла (пол. Samson i Dalila, 1979)
- Ясногорські зустрічі (пол. Spotkania Jasnogórskie, 1979)

### Історія Польщі
- Костел у Хохолові (пол. Kościół w Chochołowie, 1953)
- П'ятий акт (пол. Piąty akt, 1962)
- Брами Лейпціга (пол. Bramy Lipska, 1976)

### Біблійний цикл
- Обранці зірок (пол. Wybrańcy gwiazd, 1948)
- Пустеля (пол. Pustynia, 1955)
- Тінь Отця (пол. Cień Ojca, 1977)
- Святий меч (пол. Święty miecz, 1949)
- Листи Никодима (пол. Listy Nikodema, 1952)
- Грім ударить третій раз (пол. Grom uderza po raz trzeci, 1985)

## Переклади українською
- Добрачинський, Ян. Листи Никодима; пер. з пол. Ю. Редька. — Л. : Свічадо, 2007. — 396 с. — ISBN 978-966-395-070-9.